# Bhikkhu Pāsādika
Bhikkhu Pāsādika (nom laïc : Eckhard Bangert), né le 17 août 1939 à Bad Arolsen en Hesse, est un savant professeur et maître bouddhiste d'origine allemande. Son nom dharmique ou religieux, Pāsādika, est un mot pāli signifiant "aimable".
Il est entré dans l'ordre bouddhique de la tradition theravāda (école des Anciens) en Thaïlande en 1960. Il est membre depuis 1978 de l'Institut de recherches bouddhiques siégé au Temple bouddhique Linh Son à Joinville-le-Pont en France.
Il est nommé en octobre 2016 Président de l'Académie bouddhique Linh Son située dans la région parisienne.  
Il est devenu en septembre 2022 Recteur de l'Académie bouddhiste de Francfort et dirige avec le président Tampalawela Dhammaratana les activités culturelles et cultuelles de cette académie. 

## Biographie

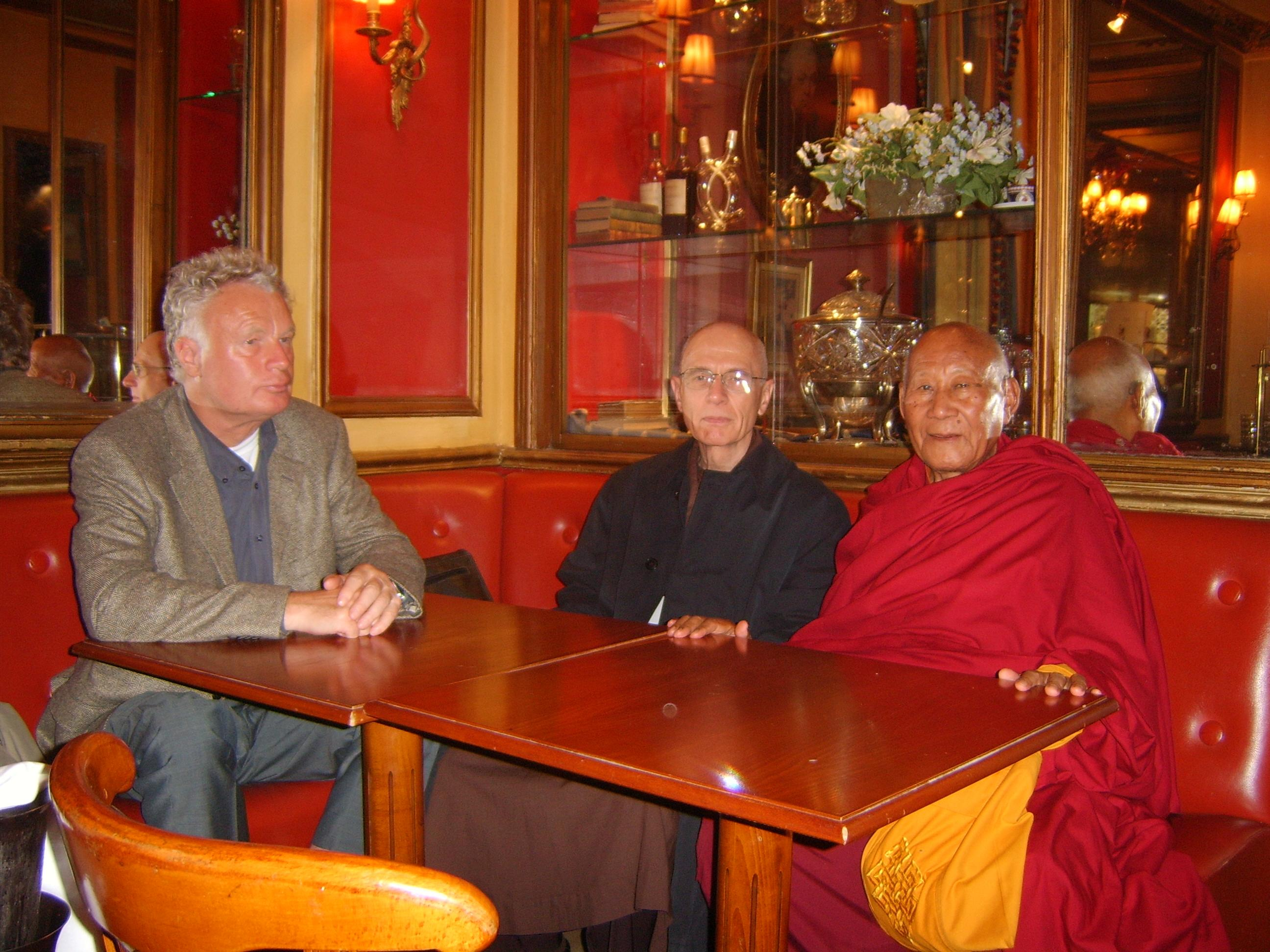
Vénérable Bhikkhu Pāsādika (au milieu) Guéshé Lobsang Tengyé (à droite), M. Dankmar Bangert (à gauche)

Polyglotte, il parle couramment allemand, anglais, français et thaï, il utilise les langues en sanskrit, pāli, hindi, chinois, tibétain et japonais pour faire des recherches académiques approfondies.
Il reçoit son éducation académique en Inde, à l'institut Pāli de Nālandā au début des années 1960, en 1964 il obtient son master en pāli à l'université Magadh de Bodh Gaya, et en 1974 son doctorat en études bouddhiques sur le Vimalakīrtinirdeśa à l'Université du Panjab de Patiala en Inde.
De 1970 à 1975, il est professeur à l'Université du Panjab de Patiala pour enseigner le pāli et l'allemand. De 1978 à 1982, il est chargé de la revue trimestrielle "Linh-Son" - publication d'études bouddhologiques au Temple bouddhique Linh Son à Joinville-le-Pont. De 1983 à 1993, il participe au projet du Dictionnaire Sanskrit des Textes bouddhiques trouvés à Turfan, organisé par la Commission des études bouddhologiques de l'Académie des Sciences à Göttingen.
De 1995 à 2007, il est professeur honorifique au Département des Etudes indiennes et tibétaines à l'Université Philipp de Marbourg, pour enseigner les langues pāli, sanskrit, tibétain classique et chinois bouddhiste. En même temps de 1996 à 2000 il occupe la chaire de l'indologie à l'Université de Wurtzbourg. Il est professeur invité à Université Ruhr de Bochum (2000, 2002).
Il fait des recherches comparatives entre la littérature de la première période du Mahāyāna et le Nikāya-Agāma de l'école des Auditeurs (Śrāvakayāna). Il s'est aussi spécialisé sur l'histoire et la littérature de la religion Bön du Tibet.

## Publications
- Siamesische Illustrationen der Buddhalehre : Erläuterungen zu einem traditionellen buddhistischen Manuskript aus Siam von dem ehrwürdigen Buddhadasa Bhikkhu, Tübingen, Erdmann, 1969
- « The Dharma Discourse of the Great Collection of Jewels: The Kāśyapa-Section, Mahāratnakūṭadharmaparyāya—Kāśyapaparivarta », in Publications de l'Institut de recherches bouddhiques Linh-Son, 1–9, 1977–1979
- Anthologie bouddhiste de chansons tantriques, Oslo, 1977 (réimpression : Bangkok, 1986)
- Rituel tibétain de la mort de la Bonpos, Leiden , 1985
- Kanonische Zitate im Abhidharmakośabhāṣya des Vasubandhu, Göttingen, Vandenhoeck & Ruprecht, 1989  (ISBN 9783525261507)
- Nāgārjuna's Sūtrasamuccaya : a critical edition of the mDo kun las btus pa, København, Akademisk forlag, 1989
- Dharmadūta : mélanges offerts au vénérable Thich Huyên-Vi à l'occasion de son soixante-dixième anniversaire (coauteur, avec Tampalawela Dhammaratana), Paris, Éditions You-Feng, 1997
- Pāsādikadānaṁ : Festschrift für Bhikkhu Pasadika (coauteur), Marburg, Indica et Tibetica Verlag, 2009